# Elodie Ajinça
Elodie Ajinça (ur. 17 września 1981) – francuska kolarka BMX, dwukrotna medalistka mistrzostw świata.

## Kariera
Pierwszy sukces w karierze Elodie Ajinça osiągnęła w 2001 roku, kiedy zdobyła brązowy medal w kategorii elite podczas mistrzostw świata w Louisville. W zawodach tych wyprzedziły ją jedynie María Gabriela Díaz z Argentyny oraz Marie McGilvary z USA. Na rozgrywanych dwa lata później mistrzostwach świata w Perth w tej samej konkurencji była najlepsza, wyprzedzając bezpośrednio Holenderkę Willy Kanis i Tatjanę Schocher. Jeszcze dwukrotnie startowała na mistrzostwach świata, ale nie zdobyła medalu.